# ジロ・スポーツ・デザイン

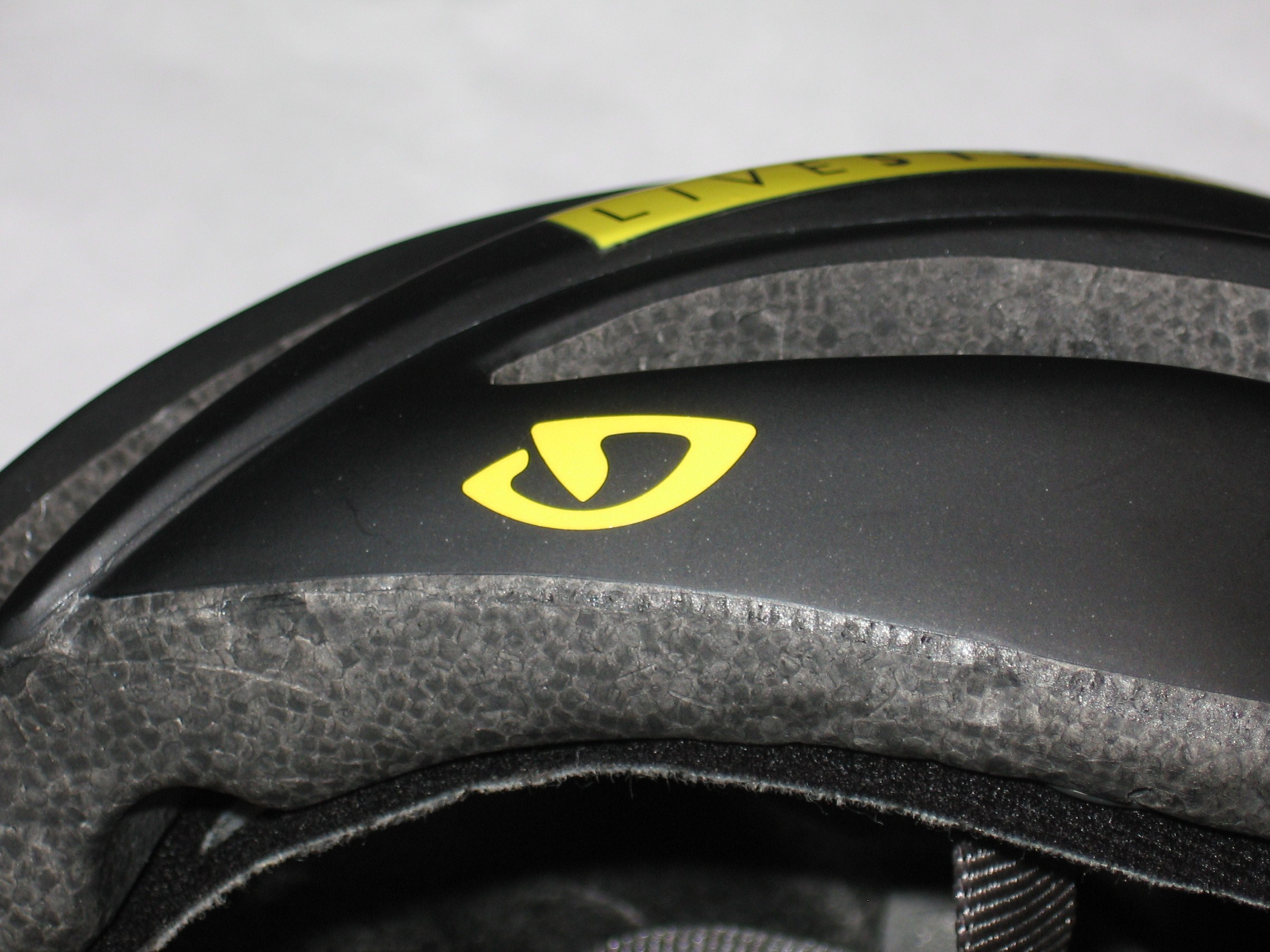
ジロのアトモス（Atmos）ヘルメット

ジロ・スポーツ・デザイン（Giro Sport Design）は、アメリカ合衆国のサイクリング用品、スキーやスノーボード用品メーカー。イーストン＝ベル・スポーツの子会社であったが、2016年からアウトドア用品メーカーのヴィスタ・アウトドアの子会社。

## 歴史
ブラックバーン・デザイン（Blackburn Design）でデザイナーとして働いていた元サイクリストのジム・ジェンテス（Jim Gentes）が1985年にカリフォルニア州ソーケルに創立。最初の製品はトライアスロン用ヘルメットだった。
会社を創立した同年、アメリカサイクリング協会（現USAサイクリング）は全てのサイクリストに対し、国家規格協会の規格に合うヘルメット着用を強制する安全基準を設定したため、これに合うヘルメットを開発するためNASAのエンジニアだったレイモンド・ヒックスの協力を得て、ライクラを素材としたプロライト（ProLite）というヘルメットを開発し、発売する。これはフレームがない軽量なヘルメットとして現在も改良され販売されている。
1996年に当時競合だったベルスポーツにより買収される。ベルスポーツはその後BRGスポーツ（ベル、リデル、ジロの頭文字）という会社となるが、2016年にヴィスタ・アウトドアにジロを含むアクションスポーツ事業を売却した。